# Трибхуван
Трибхуван Бир Бикрам Шах Дев (непальск. त्रिभुवन वीर विक्रम शाह; 30 июня 1906 — 13 марта 1955) — восьмой король Непала с 11 декабря 1911 года из династии Шах. Фельдмаршал Королевской Непальской армии (14 апреля 1953).

## Биография
Взошёл на трон в возрасте пяти лет после смерти своего отца, короля Притхви, его мать была регентом. Коронован 20 февраля 1913 года в королевском дворце в Катманду. Значительное время он был королём только номинально, в то время как вся реальная власть принадлежала семейству премьер-министров Рана, которые установили свою династию.
Трения между Рана и королевской семьёй начались во время Первой мировой войны. Рана хотели вступить в войну для поддержки Британии, которая контролировала всю Индию. Королева-мать, однако, хотела нейтралитета, а армия её поддерживала. Чтобы получить поддержку армии, премьер-министр Чандра Шамшер Рана заставил молодого короля приказать войскам идти на войну, направив ружьё на королеву-мать и угрожая убить её, если король откажется подчиниться приказу. Позже король содержался во дворце как пленник, и его заставляли выполнять приказы Рана, подавляя также модернизацию и демократизацию страны.
С середины тридцатых годов в Непале стали возникать движения, сочетающие недовольство Рана с идеей передачи власти королю, наиболее известным из них было Непал праджа паришад. Рана реагировали на эти движения жестоко, преследуя и казня их лидеров, и угрожая даже казнить короля. Тем не менее, король всегда сохранял популярность в армии, особенно во время Второй мировой войны, когда Непал снова выступал союзником Британии. Под давлением англичан семейство Рана не могло чрезмерно третировать короля.

## Вмешательство Индии и конец «эры династии Рана»
После войны возникло либерально-демократическое движение и образовалась партия непальского конгресса, которая поддерживала Трибхувана. В 1950 году англичане покинули Индию, и позиция короля осложнилась. В ноябре королю удалось убежать из дворца вместе с большинством членов королевской семьи и найти убежище в индийском посольстве. Потом король направился в Индию, и Рана попытались заменить его, поставив на трон его внука Гьянендру. Большинство населения восприняло замену короля с возмущением, началось восстание, а Великобритания и другие зарубежные страны отказались признать нового короля. Под угрозой потери власти премьер-министр Мохан Шамшер Джанг Бехадар Рана вынужден был пойти на демократические реформы, и 18 февраля 1951 года король Трибхуван вернулся из Индии и снова занял трон как законный монарх. 
Индийское правительство вмешалось в политику Непала еще в 1950 году, чтобы разрешить растущий политический конфликт между семейством Рана и их оппозицией. Целью Индии было полная замена системы Рана, возвращение короля Трибхувана на трон в качестве конституционного монарха и стимулирование роста демократических институтов в Непале. Однако продолжавшийся конфликт в правительстве Непала снизили эффективность принятых мер и заставили короля Трибхувана взять на себя более прямой контроль над процессом принятия решений. В ноябре 1951 года премьер-министр вынужден был подать в отставку, и период господства династии Рана закончился. 
В последние годы своего правления Трибхуван провёл некоторые демократические преобразования. Умер при невыясненных обстоятельствах в 1955 году в Цюрихе, где проходил лечение. На престол вступил его сын — принц Махендра, с деятельностью которого связан следующий этап развития политического процесса в стране и в целом Непала как государства. 
В честь Трибхувана названы международный аэропорт и университет в Катманду.
Имел почётные чины полного генерала британской армии (присвоено в 1953) и генерала индийской армии (присвоено 1 января 1953).